# Проблема локализации Белой и Синей Орды
Белая Орда́ (Ак-Орда) и Синяя Орда (Кок-Орда) — термины для обозначения административных единиц Улуса Джучи. Вопрос какая именно территория имела такое название является дискуссионным, и по разному решается в западной, российской и казахстанской историографии.

## Крыльевая структура Улуса Джучи
Согласно традиционному устройству кочевых государств их территория и население делились на две провинции-крыла. Обычно одно из них располагалось на западе, оно называлось «правое» или «барунгар», а другое, на востоке — «левое» или «джунгар». Улус Джучи был поделен по этому принципу между старшими сыновьями Джучи — Орду-Иченом и Бату. Границей между крыльями служила, по мнению одних историков-медиевистов, река Волга, по мнению других, — река Яик (Урал).
В первоисточниках, при описании удельной системы Золотой Орды встречаются цветовые обозначения: Ак-Орда (Белая Орда) и Кок-Орда (Синяя Орда). Белый и синий цвета — традиционные тюркские и монгольские символы соответственно правой (западной) и левой (восточной) сторон. Цветовые обозначения орд есть как в русских летописях, так и в сочинениях восточных авторов.
Вопрос о цветообозначениях в удельной системе Золотой Орды долгое время оставался неясным, но по мнению большинства российских историков-медиевистов был окончательно разрешен Г. А. Федоровым-Давыдовым. Он выдвинул гипотезу, что кроме первичного, имелось вторичное разделение крыльев, в результате которого внутри каждого из них появились собственные половины, обозначавшиеся цветами. Такое иерархическое деление существенно запутывало проблему и приводило к неверной локализации цветовых орд. Уже к 80-м годам XX века большинство российских историков-медиевистов пришли к консенсусу, что термин «Кок-Орда» соответствует восточному крылу Улуса Джучи, а «Ак-Орда» — западному крылу.
Восточное крыло у кочевников традиционно считалось выше западного по рангу. Отголоском данной традиции было старшинство Орду и его потомков перед Бату и прочими западными Джучидами. Но данное старшинство проявлялось только в очередности имён при перечислении родственных линий, да в обращениях каракорумского правительства к золотоордынским властителям. На самом же деле Ак-Орда и Кок-Орда на протяжении первого столетия своего существования вели практически автономное существование, числясь в составе единого Джучиева Улуса номинально, без явных признаков взаимодействия. Объединение обоих крыльев произошло в 1380-х годах при хане Токтамыше, но оказалось кратковременным и неэффективным, поскольку произошло в обстановке начинавшегося государственного кризиса.

## Дискуссия о локализации Ак-Орды и Кок-Орды
Российские историки ХVIII — первой половины XIX века были незнакомы с восточными, в частности персидскими, источниками и опирались на русскую летописную традицию. Согласно ей Золотая Орда — это Улус Бату, а Синяя Орда находилась на востоке. В русских летописях Синяя Орда локализуется к востоку от Волги и упоминается дважды: в первый раз в связи с Замятней, завершившейся воцарением Тохтамыша («царь с востока, именем Тохтамыш, из Синие Орды»), второй — при нашествии Тимура в 1395 году.

Бысть замятня велика во Орде: приде некий царь Темир Аксак с восточной страны, от Синие Орды, от Самархийскиа земли, и много смущения и мятеж воздвиже во Орде и на Руси своим пришествием. […] Не царь бе, ни сын царев, ни племени царски, ни княжеска, ни боярска, но такое от простых нищих людей, от Заяицких Татар, от Самархийские земли, от Синие Орды, иже бе за Железными враты.

В 1840 году австрийский ориенталист Й. Хаммер-Пургшталь по заказу Российской Академии наук написал первую в мире обобщающую работу по истории Золотой Орды. В ней он опираясь на восточные источники утверждал, что русские историки неправильно именуют восточную орду Синей Ордой. Хаммер-Пургшталь основывался на буквальном следовании сведениям персидского сочинения XV века «Мунтахаб ат-таварих-и Му‛ини» Му‛ин ад-Дина Натанзи (в современной литературе оно ещё именуется «Анонимом Искандера»). После рассказа о правлении золотоордынского хана Тохты (1291—1312) в этом произведении говорится:

После этого улус Джучи разделился на две части. Те, которые относятся к левому крылу, то есть пределы Улуг-тага, Секиз-ягача и Каратала до пределов Туйсена, окрестностей Дженда и Барчкенда, утвердились за потомками Ногая, и они стали называться султанами Ак-орды; правое же крыло, к которому относится Ибир-Сибир, Рус, Либка, Укек, Маджар, Булгар, Башгирд и Сарай-Берке, назначили потомкам Токтая и их назвали султанами Кок-орды

Западная историография. Термин «Синяя» после книги Хаммера-Пургшталя стали использовать для западной орды, орды Бату и его потомков, а «Белая» для восточной. В частности таким разделением пользовались Стенли Лэн-Пул, Бертольд Шпулер и Поль Пеллио.
Советская историография. В монографии по истории Золотой Орды, изданной в 1950 году, Греков Б. Д. и Якубовский А. Ю. под влиянием восточных источников также поддержали точку зрения Хаммера-Пургшталя. Мнение Якубовского о расположении двух орд и времени их образования подверг критике М. Г. Сафаргалиев, указывая, что Аноним Искандера «имеет дефекты и изобилует анахронизмами… Вряд ли есть необходимость предпочитать „Аноним Искандера“ русским летописям, безукоризненно передающими историю Золотой Орды». Сафаргалиев впервые исследовал специально вопрос цветовой маркировки орд и в своей монографии «Распад Золотой Орды», изданной в 1960 году, писал: «…Синюю Орду надо искать не на западе, а на востоке, точнее за рекой Яиком, а Белую же Орду — на западных окраинах государства, вблизи Сарая». Сафаргалиев данным Натанзи противопоставил сведения из персидского источника XV века «Муизз ал-ансаб», произведения тюркского поэта Кутбы XIV века «Хосров ва Ширин», ярлыка Токтамыша Ягайле в русском переводе, а также указания русских летописей о Синей Орде.
Г. А. Федоров-Давыдов поддержал аргументы Сафаргалиева и после специального исследования использования терминов Ак-Орда и Кок-Орда пришел у выводу о наличии в Золотой Орде вторичного деления на левые и правые крылья с вторичной цветовой маркировкой. Федоров-Давыдов предположил, что Натанзи в «Анониме Искандера» принял цветовую маркировку вторичного деления Улуса Бату между Токтой и Ногаем за первичное деление на крылья между улусами Бату и Орду.
В. В. Трепавлов развил идею Фёдорова-Давыдова о вторичном разделении орд на крылья. По мнению большого числа историков-медиевистов первой четверти XXI века тем самым он поставил точку в диспуте о цветовой маркировке орд. Согласно гипотезе Трепавлова в административной системе Монгольской империи было иерархическое деление крыльев до размеров, удобных с мобилизационной точки зрения. Согласно первичному административному делению Улус Джучи делился на левое восточное крыло под началом хана Синей Орды (Кок-Орды) и правое западное под началом хана Белой Орды (Ак-Орды). Первыми ханами Ак-Орды и Кок-Орды были соответственно Бату и Орду-Ичен. Согласно концепции иерархического деления крыльев Кок-Орда в свою очередь также делилась на два крыла и имела свою Ак-Орду — Улус Шибана в Западном Казахстане и Юго-Западной Сибири.
Казахстанская историография Даже появление фундаментальных трудов Сафаргалиева и Федорова-Давыдова не смогло изменить консервативные представления казахстанских историков по этой теме. В казахстанской историографии продолжает сохраняться суждение о том, что восточная «Ак Орда» это есть государство Орда-Ичена и его прямых преемников, которая противопоставляется западной «Золотой Орде». Чтобы формально отделить историю и территорию средневекового Казахстана золотоордынского периода от Золотой Орды, в казахстанской историографии была взята на вооружение идея о существовании на территории Восточного Дашт-и Кыпчака другого, отличного от Золотой Орды Бату, государственного образования — Белой Орды, где правили Орда-Ичен и его потомки.
В академическом издании «История Казахской ССР с древнейших времен до наших дней», изданной в 1979 году этот взгляд окончательно был сформулирован. В 1970—1980-е годы казахстанские историки выдвинули обоснование концепции существования в восточной части Улуса Джучи самостоятельного государства Ак-Орда (улус Орда-Эджена) чуть ли не с середины XIII века, которой управляли потомки старшего сына Джучи. Ак-Орда, согласно пониманию казахстанских историков, было государством-предшественником Казахского ханства.
В начале XXI века К. З. Ускенбай выдвинул предположение, согласно которому деление на Белую и Синюю Орду относится только к восточной части улуса Джучи. Белая Орда — это улус старшего сына Джучи Орду Ичена, а Синяя Орда — улус Шибана.

## Комментарии
1. ↑  На конец первой четверти XXI века большинство историков медиевистов считает, что в работах Г. А. Федорова-Давыдова и В. В. Трепавлова были преодолены ошибки средневековых источников по вопросу локализации Ак-Орды и Кок-Орды; обоснованно предложена локализация Ак и Кок Орды, и доказано наличие вторичного деление улусов на крылья (Тишин, 2019, с. 298), (Лапшина, 2022, с. 132), (Трепавлов, 2009, с. 189).
2. ↑  Поэтическое произведение XIV века написанное в Хорезме. Представляет собой вольный перевод одноимённого поэтического романа Низами, написанного на персидском языке.